# Алиханов, Девлетхан Медетханович
Девлетха́н Медетха́нович Алиха́нов (лезг. Алиханрин Девлетхан Медетханан хва; (19 августа 1958, Каспийск, Дагестанская АССР, РСФСР, СССР) — российский предприниматель и политик, заместитель Главы Республики Карелия (2010—2011), первый заместитель председателя Законодательного Собрания Республики Карелия (2011—2013).

## Биография

### Молодость
Родился 19 августа 1958 в городе Каспийск. Вырос в селе Усур.
По национальности лезгин. Отец был бухгалтером в совхозе, мать — служащей сельсовета. В семье было шестеро детей — четверо братьев и две сестры. Семья была близка к традиционному горскому укладу и жила в относительной удалённости от современной цивилизации. Затем по хрущёвской программе укрупнения деревень аул был переселён на равнину. Семья Алихановых обосновалась в городе Каспийск, где Девлет с отличием окончил среднюю школу.
В 1982 году окончил Московский кооперативный институт Центросоюза по специальности «организация торговли промышленными товарами».
Трудовую деятельность начинал ревизором в Карельском союзе потребительских союзов. Был товароведом, ревизором, директором заготконторы, начальником подразделения материально-технического обслуживания и юристом.
Первый капитал создал на торговле овощами, учредив в 1987 году кооператив «Урожай», а позже став учредителем фирмы «Продторг».
С 1989 по 1995 годы работал заместителем директора Петрозаводского горплодоовощторга. Работал также в объединении «Продтовары».
Состоял в КПСС. Как член партии, Алиханов платил членские взносы, которые по размеру многократно превышали тогдашнюю месячную зарплату руководителя крупного промышленного предприятия. По некоторым данным, первый секретарь Карельского обкома КПСС В. С. Степанов на одной из партийных конференций возмутился тем, что «какой-то кооператор» платит ежемесячный членский взнос больше, чем сумма месячной заработной платы всех работников обкома вместе взятых. Алихановым заинтересовалась прокуратура республики. Однако, после года изучения деятельности кооператора, фактов нарушения закона выявлено не было. Не нашла также подтверждения и версия о связах Д. Алиханова с криминалом.
После принятия в мае 1996 года закона «О производственных кооперативах» занялся частным бизнесом.
В конце 1990-х гг. Д. Алиханов стал известен благодаря истории с судостроительным заводом оборонной промышленности «Авангард», который в 90-е годы XX века начал разоряться из-за отсутствия госзаказов. Алиханов, получивший значительный пакет акций, активно лоббировал в правительстве республики строительство ветки газопровода к заводу. Чиновники правительства блокировали данный проект, в результате чего Алиханов вынужден был продать акции завода. По одной из версий, он настаивал на строительстве газопровода, чтобы обеспечить дешёвое топливо для котельной. Именно котельная была основным источником дохода, поскольку Алиханов занимался продажей тепла для отопления петрозаводского микрорайона Ключевая. Схема работала весьма прибыльно, так как мазут закупался у аффилированного поставщика по ценам существенно выше рыночных, а за дорогое тепло расплачивался городской бюджет. Позже завод, превращённый в «придаток» котельной, пришёл в полный упадок.

### Депутат парламента Республики Карелия
В 2001 году вступил в партию ЛДПР.
В 2002 году был избран депутатом Законодательного Собрания Республики Карелия третьего созыва от Древлянского избирательного округа города Петрозаводска. Входил в состав Комитета по экономической политике и налогам. На Древлянке Алиханов действовал через созданную и финансируемую им общественную организацию «Попечительский совет Древлянки». Эта же тактика позволила ему позже фактически установить контроль над Петросоветом. В 2003 году от «Попечительского совета» была выдвинута в горсовет группа кандидатов, которые стали депутатами и создали в городском совете мощное лобби Д. Алиханова. Аналогичное лобби Девлетхан Медетханович получил и в горсовете следующего созыва.
Принимал активное участие в прошедших в 18 апреля 2004 года выборах в Петрозаводский городской совет, профинансировав избирательную кампанию некоторых депутатов. Позднее всю группу «своих» депутатов Алиханов убедил вступить в «Единую Россию», куда вступил и сам, получив, таким образом, доступ в руководящие партийные органы города и республики, которые со временем также во многом поставил под свой контроль.
В Законодательном собрании третьего созыва был одним из ключевых представителей оппозиционной фракции «Яблоко-НПСР», распавшейся после недопуска карельского «Яблока» на региональные выборы 2006 года.
В 2005 год у добровольно вышел из ЛДПР.
В 2006 году был повторно избран депутатом Законодательного Собрания четвёртого созыва от Древлянского избирательного округа города Петрозаводска. Вошёл во фракцию «Справедливая Россия». Также входил в состав Комитета по экономической политике и налогам. Непродолжительное время был вице-спикером Законодательного Собрания Республики Карелия.
В декабре 2011 года избран депутатом Законодательного Собрания пятого созыва от партии «Единая Россия» по Древлянскому округу. За него проголосовал 51 % избирателей. После избрания занял пост Первого заместителя Председателя Законодательного Собрания Карелии. В марте 2013 года покинул пост по собственному желанию. Многие эксперты связали это событие с громким уголовным «делом о земле», в которое попало близкое окружение Алиханова.

### Выборы мэра Петрозаводска (2009)
Девлет Алиханов был зарегистрирован кандидатом в Главы Петрозаводского городского округа. Во время избирательной кампании предложил «Программу настоящего мэра». Все рейтинги подтверждали, что Алиханов мог выиграть выборы мэра, обойдя Николая Левина — кандидата, которого поддерживал глава республики С. Катанандов. До этого Алиханов финансово поддерживал карельское отделение «Справедливой России», хотя членом партии не был (состоял лишь во фракции в республиканском парламенте). Однако руководство Карельского регионального отделения партии во главе с Ириной Петеляевой отказало ему в поддержке без публичного объяснения причины. В ответ Алиханов не отступил от своих амбиций, заручившись поддержкой большинства Петросовета, части эсеров (которым это решение в дальнейшем стоило членства в партии) и местного отделения КПРФ.
С участием высших российских партийных и государственных чинов, согласно ряду источников, за вызовом карельского политика в Москву стоял генсек Единой России Вячеслав Володин, была выработана компромиссная схема: Алиханову предложили пост члена Совета Федерации от исполнительной власти Карелии, чтобы взамен он дал возможность Левину избраться мэром Петрозаводска. Эта рокировка, как считается, стоила губернатору Катанандову должности.
Таким образом, в период избирательной кампании Алиханов вместе со своими соратниками из Петросовета и Справедливой России вступил в «Единую Россию» и снял свою кандидатуру с выборов мэра Петрозаводска, гарантировав победу единороссу Николаю Левину.
В июле 2009 года Левин при рекордно низкой явке избирателей выиграл выборы мэра, после чего начал «чистку» администрации города от кадров прежнего мэра Маслякова. В этом ему активно помогал Д. Алиханов, который при этом расставил на ключевые посты своих соратников и взял под политический контроль не только горсовет, но и администрацию Петрозаводска. Получив высокий федеральный статус, Алиханов не отказался от своих амбиций и интересов в Петрозаводске, в результате чего официальный мэр Левин не получил реальной власти.

### Назначение в Совет Федерации
15 июня 2009 года Законодательное Собрание приняло отставку занимавшего ранее пост сенатора Андрея Нелидова и в тот же день согласовало кандидатуру Девлетхана Алиханова. Однако Совет Федерации отказался подтверждать это назначение. Более того, в партии «Справедливая Россия», которую возглавлял спикер Совета Федерации Сергей Миронов, действия Алиханова на выборах мэра Петрозаводска подвергли жёсткой критике.
Неутверждение сенатора стало причиной громкого скандала между «Единой Россией» и «Справедливой Россией».
Совет Федерации освободил Андрея Нелидова от сенаторских полномочий только 3 марта 2010 года — после вмешательства руководства партии «Единая Россия». 10 марта, на внеочередном заседании, Законодательное Собрание повторно утвердило Алиханова в должности представителя Главы республики в Совете Федерации. На повторном голосовании настаивал спикер Совета Федерации Сергей Миронов, утверждавший, что в прошлом году при утверждении сенатора была нарушена процедура. 17 марта Совет Федерации подтвердил назначение сенатора.
В Совете Федерации Алиханов вошёл в комиссию по Регламенту и организации парламентской деятельности и в комитет по экономической политике, предпринимательству и собственности. 22 сентября 2010 года освобождён от должности сенатора в связи с отставкой Главы Республики Карелия Сергея Катанандова, который был назначен в Совет Федерации на место Алиханова.

### Работа в Правительстве Республики Карелия
В октябре 2010 года Глава Республики Карелия А. Н. Нелидов назначил Алиханова на пост заместителя Главы Республики Карелия.
Попав в правительство, Алиханов расширил свои полномочия и сферу своего влияния. Параллельно он расширял своё влияние в региональном отделении партии «Единая Россия», в Петрозаводском и региональном политсоветах — не просто влияя на их деятельность, но часто и подменяя её.
В 2011 году Алиханов был назначен от Администрации Главы и партии «Единая Россия» руководителем кампании по выборам Петрозаводского городского совета. Формально ему была поставлена задача обеспечить контроль «Единой России» над горсоветом. Функции партийного предвыборного штаба были переданы Алихановым своей организации «Попечительский совет Древлянки». Там же аккумулировались все финансовые ресурсы, а условием попадания в список «Единой России» и поддержки со стороны штаба для кандидатов стало перечисление 300 тысяч рублей Попечительскому совету.
В результате ряд кандидатов, выигравших партийные «праймериз», в избирательный список не попали и поддержки штаба не получили. Фактически весь предвыборный партийный ресурс Алиханов использовал только для продвижения «своих» людей.
По итогам выборов «Единая Россия» не смогла набрать в горсовете простого большинства (50 процентов плюс один голос). Добирали уже после выборов — фактически привлекая во фракцию недостающих депутатов. В результате председателем совета был избран поддерживавший Алиханова О. Фокин, а в совете Алиханов получил устойчивое подконтрольное ему большинство.
В марте 2011 года, после неудачной выборной кампании, Девлетхан Алиханов написал заявление об отставке. «О том, что такая отставка может состояться заговорили сразу после 13 марта, то есть по завершении кампании в Петросовет, говорили будто бы высокопоставленные представители федерального центра подсказывали главе Карелии удалить Алиханова из республиканского правительства, поскольку тот, как показали мартовские выборы, вызывает нескрываемое общественное раздражение в Петрозаводске», — писал сайт «Политика Карелии».
Своеобразным «ноу-хау» Д. Алиханова стала нелегитимная форма управления городом, позволяющая ему в случае необходимости действовать в обход законной процедуры горсовета. В городском совете им был сформирован так называемый «Координационный совет», который по факту и обладал всей полнотой не только представительной, но и исполнительной власти в Петрозаводске. Координационный совет состоял только из лично верных Д. Алиханову людей. Координационный совет принимал принципиальные для Петрозаводска решения, которые затем депутатским корпусом легализовалась, а исполнительной властью реализовывалась. Фактически «анонимный» орган (не избираемый населением) во главе с его председателем распоряжался бюджетом Петрозаводска, руководил кадровой политикой. Обычным делом стало, когда руководитель общественного совета — человек, по сути, не несущий никакой юридической ответственности за управление городом — ставил задачи перед легитимными (уставными) органами власти и их начальниками. В ситуацию вмешалась прокуратура, и вопрос о легитимности Координационного совета решался в суде, что вынудило Д. Алиханова в апреле 2012 года выйти из состава этого органа.
Решением Петрозаводского городского Совета № 27/12-182 от 30 мая 2012 Алиханову присвоено звание «Почётный гражданин Петрозаводска».

## Личная жизнь
Девлетхан Алиханов по национальности лезгин. Жена — карелка.
Младший брат Мирзахан Алиханов — известный в Дагестане предприниматель, был депутатом Народного Собрания Республики Дагестан третьего созыва (избран от партии «Патриоты России») и ныне принимает активное участие в политической жизни Дагестана.
Невестка Девлетхана, Татьяна Васильевна Алиханова с декабря 2010 года трудилась начальником Отдела муниципального сектора экономики и тарифов в Администрации Петрозаводского городского округа, племянник работает в прокуратуре города, сын — в ФСО, зять — в УФСБ по Республике Карелия.

### Оценка личного состояния
С 1 января по 31 декабря 2009 года декларированный годовой доход Девлетхана Алиханова составил 8 192 134.00 рублей, а его супруги 26 673 290.00 рублей.
По данным, которые были предоставлены в ЦИК Карелии, за 2010 год Алиханов заработал 2 730 307.00 рублей, на 20 банковских счетах находилось 80 533 501.00 рублей, общая номинальная стоимость акций и ценных бумаг составила 3 093 503.00 рублей.

## Бизнес
Девлетхан Алиханов арендует петрозаводский универмаг «Карелия-Маркет» (срок аренды — 49 лет). Половина арендной платы компенсируется из бюджета Петрозаводска — в «оплату вложений бизнесмена в ремонт и реконструкцию здания». От сдачи площадей в субаренду Алиханов получает 12 миллионов, а в качестве арендной платы отдает городу 100 тысяч рублей.
Арендатор получил право произвольно сдавать торговые площади в субаренду. И даже все ремонты, реконструкции и другие «улучшения» в арендуемом здании по договору должны выполняться в счёт арендных платежей. Таким образом, все это фактически оплачивал и оплачивает городской бюджет. В январе 2002 года в газете «Курьер Карелии» был опубликован расчет, согласно которому Петрозаводск ежемесячно недополучал на договоре аренды «Карелия-Маркет» до 12 миллионов рублей. Сегодня эти суммы тоже оцениваются в десятки миллионов в месяц.
В ноябре 2001 года был убит один из лидеров так называемой «карловской» организованной преступной группы (ОПГ) Золотарёв (Голубев). Позже, в январе 2002 г., киллеры убили другого местного авторитета — Ткаченко. Это породило в прессе волну публикаций и разного рода трактовок причин войны преступных групп (публикации в изданиях «Город», «Губерния», «Карелия», «Столица Карелии» и проч.). Журналист Александр Тихий в редактируемой им газете «По Тихому» предположил, что заинтересованной стороной в убийстве Ткаченко мог быть Д. Алиханов, якобы имевший тесные отношения с ранее убитым Золотарёвым. На публикацию Алиханов отреагировал крайне негативно. Сразу после выхода статьи он вызвал Тихого для разговора в кабинет директора универмага «Карелия-Маркет», где настолько потерял над собой контроль, что ударил журналиста. Скандал стал достоянием общественности. По заявлению Алиханова, по фактам изложенным в статье, занималась прокуратура, но до суда оно не дошло. Вскоре А. Тихий опроверг свои обвинения, изложенные в статье и принёс Д. Алиханову извинения.
В 2000—2003 годах совместно с фирмой «Нордстрой» построил в Петрозаводске три торговых центра (бывшие долгострои). Один из них — начатый, но недостроенный в советские времена дом культуры завода «Авангард», который оказался в собственности Д. Алиханова. Тогда же началось строительство торговых центров в петрозаводских микрорайонах Древлянка и Кукковка. Все объекты Алиханов и «Нордстрой» купили на аукционе, организованном городским Комитетом по управлению муниципальным имуществом. Данные сделки Прокуратура Карелии сочла незаконными.
В своё время Алиханов стал первым в Петрозаводске — и долгое время был единственным — обладателем знакового внедорожника «Хаммер». Согласно налоговой декларации ещё в 2001 году Алиханов официально заработал чуть более четырёх миллионов рублей.
По некоторым данным, Д. Алиханов активно вкладывает средства в объекты в Европе — в первую очередь в Финляндии. В частности, в известный горнолыжный курорт этого государства, львиную долю которого он приобрёл не так давно за наличный расчет.
На 2004 год Девлетхан Алиханов владел девелоперским бизнесом.
Средства массовой информации
Д. Алиханов на протяжении десятилетий расходовал средства на создание и поддержание своего журналистского пула и СМИ. На протяжении ряда лет он софинансировал популярные еженедельники «Губерния» и «Столица Карелии». Ещё в 1999 году пытался получить под контроль ежедневную республиканскую газету «Северный Курьер». Это закончилось силовым захватом кабинета редактора Куликаева, о чём свидетельствует поданное в то время его заявление в Прокуратуру республики.
В 2002 году Алиханов взял под свой контроль FM-радиостанцию, а в 2003-м — интернет-портал «Столица на Онего». При необходимости его медиа-группа производит и тиражирует самую разнообразную печатную продукцию.
В 2010 году, став Главой Карелии, Андрей Нелидов пригласил политолога российского уровня Максима Григорьева для организации своей информационной работы. Однако Алиханов, вошедший к тому времени в правительство, способствовал уходу Григорьева из Карелии, после чего уволил всех руководителей основных государственных СМИ и поставил во главе своих соратников.
Помимо этого, Д. Алиханов контролирует газету «Московский комсомолец в Карелии» и сайт Вести.карелия.ру.

## Уголовные преследования
В июле 2012 года Генпрокуратура выявила факты хищения бюджетных средств, злоупотребления полномочиями работниками администрации Петрозаводского городского округа в интересах Алиханова Д. М. и подконтрольных ему лиц. Прокуратурой установлено, что на протяжении длительного времени администрацией г. Петрозаводска создавались условия для неосновательного обогащения указанных лиц. Сам Алиханов пояснил, «что все факты, которые изложены в информации Генпрокуратуры, относятся к деятельности не нынешней команды администрации Петрозаводска, а той, что управляла муниципальным хозяйством пять-семь и десять лет назад».
3 февраля 2015 г. был заключен под стражу по обвинению в махинациях с муниципальной недвижимостью и незаконном пересечении государственной границы России.
31 марта 2015 года суд Петрозаводска продлил срок ареста Девлетхана Алиханова. 7 июля 2015 года суд продлил срок ареста до 12 октября 2015 года. Защита депутата просила отпустить Алиханова под домашний арест и готова была заплатить 13 миллионов рублей, но суд остался на своём.
По обвинению в мошенничестве в особо крупном размере ч. 4 ст. 159 УК РФ, городской суд Петрозаводска 24 ноября 2017 года приговорил Алиханова к 6 годам лишения свободы в колонии общего режима, а также обязал выплатить штраф в размере 700 тысяч рублей. Кроме этого суд взыскал с Алиханова ущерб, причинённый администрации Петрозаводска в размере 8,4 млн рублей. В качестве отбытого наказания учтён срок нахождения под стражей с 3 февраля 2015 года. 30 января 2018 года Верховный суд Карелии оставил в силе приговор городского суда Петрозаводска.
5 декабря 2018 года Алиханов был полностью оправдан постановлением Президиума Верховного Суда РФ с правом на реабилитацию. 13 декабря 2018 года выпущен из-под стражи в Сегежской ИК-7.
Генеральная прокуратура РФ в рамках надзора вынесла представление на постановление Президиума Верховного суда РФ от 5 декабря и 28 декабря 2018 года Президиум Верховного суда РФ тем же составом изменил решение от 5 декабря об отмене приговора Девлету Алиханову. В этот же день Девлетхан Алиханов был снова арестован.
5 августа 2019 года выпущен на свободу в связи с истечением срока отбывания наказания (после пересчёта срока, отбытого в СИЗО, как день за полтора в связи с принятием нового закона). Алиханов провёл в заключении четыре с половиной года.